# Kees de Lange
Cornelis Andreas (Kees) de Lange (Zaandam, 20 juni 1943) is een Nederlands emeritus hoogleraar en politicus.
De Lange doorliep het Zaanlands Lyceum en studeerde wiskunde, natuurkunde en sterrenkunde aan de Universiteit van Amsterdam. Hij promoveerde aan de Universiteit van Bristol. De Lange was werkzaam als onderzoeker bij Shell en als wetenschappelijk medewerker aan de Universiteit van Amsterdam voor hij in 1984 benoemd werd tot hoogleraar moleculaire spectroscopie aan de Vrije Universiteit. Van 1988 tot 2008 was hij hoogleraar laserspectroscopie aan de Universiteit van Amsterdam.
De Lange was voorzitter van de Nederlandse Bond voor Pensioenbelangen (NBP). Hij was mede-oprichter van 50PLUS en in 2010 vicevoorzitter van de partij. Als lid van 50PLUS stond De Lange aanvankelijk voor de Eerste Kamerverkiezingen van 2011 verkiesbaar op een tweede plaats op de kandidatenlijst voor zijn partij. Na een akkoord tussen 50PLUS en de Onafhankelijke SenaatsFractie (OSF) werd hij lijsttrekker voor de OSF. De OSF leek geen zetel te behalen maar met steun van enkele 50PLUS-leden van de Provinciale Staten werd dit toch gerealiseerd. Na de breuk in de Tweede Kamerfractie van 50PLUS eind mei 2014, koos De Lange voor samenwerking met Norbert Klein. Hij had in mei 2012 al gebroken met 50PLUS.
In oktober 2014 brak De Lange met het bestuur van de OSF nadat volgens hem een interview met hem voor het partijblad werd gecensureerd. In december 2014 liet hij twee vergaderdagen schieten vanwege de hoge werkdruk in de Eerste Kamer aan het eind van het jaar. Op 1 mei 2015 gaf De Lange aan niet langer als Eerste Kamerlid namens de OSF te willen fungeren omdat de OSF mogelijk ging samenwerken met de Volkspartij Limburg van Jos van Rey. Een dag later bleek dat een voorbarige aanname maar De Lange bleef bij zijn standpunt vanwege zijn frictie met het partijbestuur. Van 19 mei tot 9 juni 2015 zat De Lange als fractie-De Lange in de Eerste Kamer.
De Lange was lid van de Wetenschappelijke Adviesraad van de Stichting Clintel een organisatie die vraagtekens zet bij de menselijke invloed op klimaatverandering.
- Parlement.com: vinmhiqatxxi